# Sanjoy
 (juillet 2019).
 (août 2021).
Sanjoy Deb dit Sanjoy, né le 18 décembre 1991 à Dhaka au Bangladesh, est un disc jockey, chanteur et producteur de musique électronique britannique. Il produit principalement dans le genre EDM[Quoi ?] et est influencé par Bollywood.  

## Biographie

### Jeunesse
Sanjoy Deb est né à Dhaka et a grandi à San Jose, en Californie. Il a fréquenté le lycée Evergreen Valley et le collège De Anza et est diplômé en commerce de l'Université d'État de San José. Sanjoy a commencé sa carrière musicale en travaillant avec son partenaire et producteur exécutif, Kunal Agarwal.

### Carrière

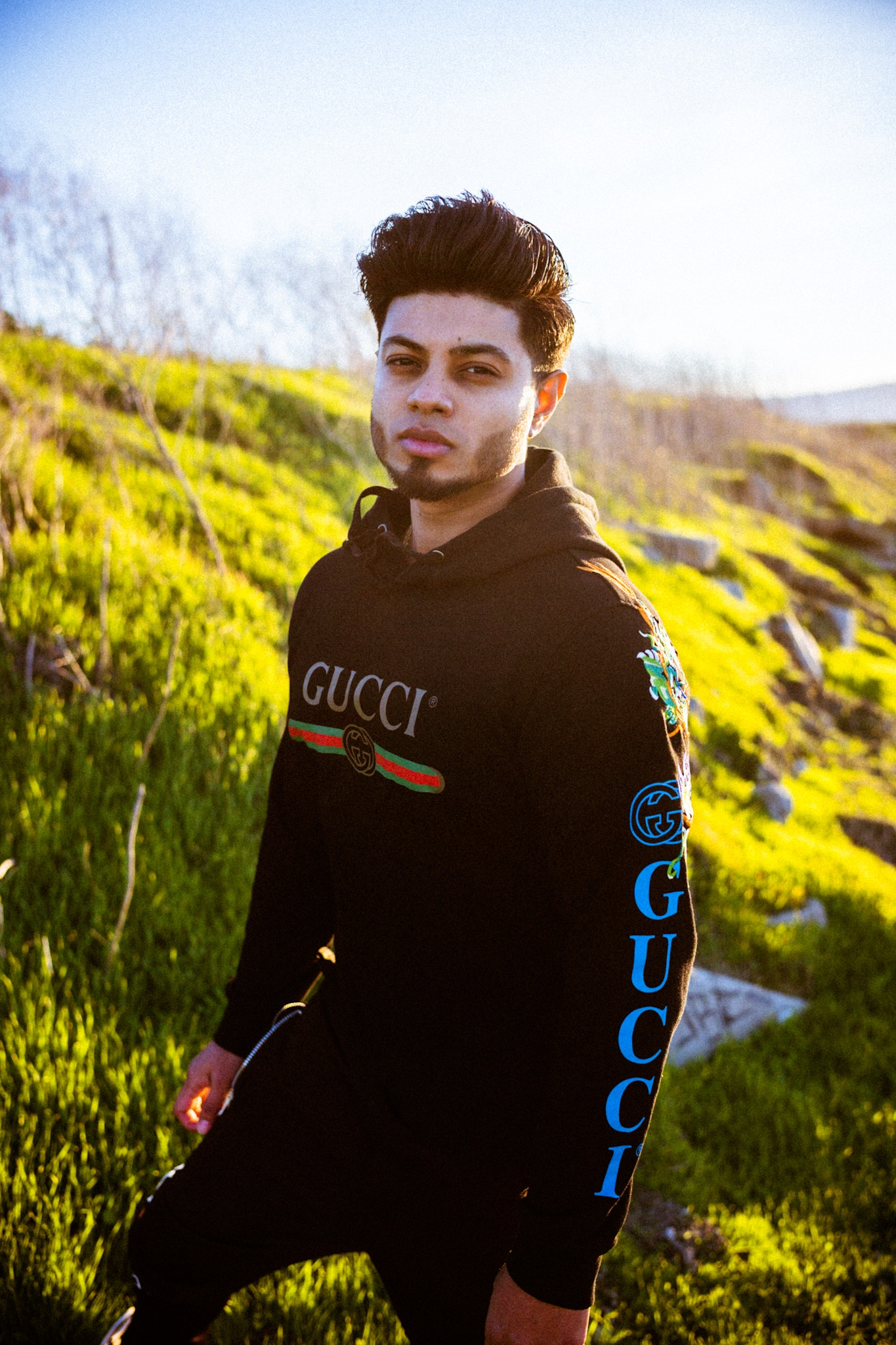
Sanjoy Deb, the music producer.

Sous le nom de Sanjoy, il a produit une grande variété de musique électro-pop et des chansons de films pour Bollywood.

### 2011–2014:Ab Laut Aa
Sanjoy a commencé sa carrière musicale professionnelle en 2011 avec une série de mashups et de remix qui ont été bien accueillis[réf. nécessaire] par la communauté indo-américaine. Son premier mashup Chammak Challo met en vedette l'équipe de danse de l'UC Berkeley. Il publie ensuite une autre vidéo et un mashup intitulé Love the Pressure,.
Son premier clip vidéo original s'appelle Tonight I Believe (2012). Il a également publié un remix non officiel de Don't You Worry Child, de Swedish House Mafia.
En 2013, Sanjoy produit un single pour la chanteuse indienne Sunidhi Chauhan. Leur collaboration, Ab Laut Aa, est bien accueillie, notamment en raison du clip vidéo sur la prévalence de la discrimination sexuelle et du viol en Inde. Il a ensuite publié une version de reprise avec Gaurav Dagaonkar (en) comme chanteur et compositeur,.

### 2014–2016:T-Series deal, Dance Under the Influence
La collaboration Ab Laut Aa a conduit Sanjoy à une série d'opportunités de production avec différents directeurs de musique de film hindi, tels que Pritam et Salim-Sulaiman. Certains de ces projets comprennent Shaadi Ki Side Effects et Bajrangi Bhaijaan.
Le label T-Series a également signé un contrat multi-single avec Sanjoy afin de remixer des chansons bien connues de Bollywood, dans un style très contrasté. Deux mashups sont publiés avec T-Series, Tum Hi Ho et Gumshuda. Les deux chansons conservent les chanteurs originaux mais sont remixées en danse électro-pop. 
En 2016, Sanjoy commence à publier une série de chansons en anglais, mettant en vedette chacune un chanteur de Bollywood. Son morceau Don't Funk With Me est avec Benny Dayal (en). Son prochain morceau, sorti en février, intitulé Completed Me, met en vedette Aditi Singh Sharma (en). Cette compilation aboutit à son album, Dance Under the Influence.

## Discographie

### Albums

#### Dance Under the Influence
| No  | Titre                                                 | Producer(s) | Durée |
| --- | ----------------------------------------------------- | ----------- | ----- |
| 1.  | Slip Away (featuring Trevor Holmes)                   | Sanjoy      | 3:15  |
| 2.  | Satellite (featuring Jonita Gandhi)                   | Sanjoy      | 3:47  |
| 3.  | Why You Run (featuring Brandon Van Duyn)              | Sanjoy      | 4:15  |
| 4.  | Completed Me (featuring Aditi Singh Sharma)           | Sanjoy      | 2:52  |
| 5.  | Don't Funk With Me (featuring Benny Dayal)            | Sanjoy      | 3:04  |
| 6.  | Ushuaia                                               | Sanjoy      | 2:27  |
| 7.  | Light (with Natalie Hawkins)                          | Sanjoy      | 3:15  |
| 8.  | Barriers (featuring Stephen Rezza)                    | Sanjoy      | 5:07  |
| 9.  | Lost in My Own World (featuring Brandon Van Duyn)     | Sanjoy      | 2:12  |
| 10. | Slip Away (Extended) (featuring Trevor Holmes)        | Sanjoy      | 4:12  |
| 11. | Why You Run (Extended) (featuring Brandon Van Duyn)   | Sanjoy      | 5:45  |
| 12. | Don't Funk With Me (Extended) (featuring Benny Dayal) | Sanjoy      | 3:56  |
| 13. | Barriers (Extended) (featuring Stephen Rezza)         | Sanjoy      | 5:36  |
| 14. | Light (Extended) (featuring Natalie Hawkins)          | Sanjoy      | 4:13  |

### Singles

#### Artiste principal
| Year | Title                | Writer                                 | Singer                                            |
| 2019 | Stars                | Sanjoy                                 | Kat Nestel, Sid Sriram                            |
| 2019 | Revelation           | Sanjoy                                 | Clarence Coffee                                   |
| 2019 | Mumbae Bounce        | Sanjoy                                 | Hazel Rose                                        |
| 2018 | F&F                  | Sanjoy                                 |                                                   |
| 2018 | Wanna                | Sanjoy                                 | Stephen Rezza                                     |
| 2018 | Him You Want         | Sanjoy                                 | Arjun                                             |
| 2017 | Shangri-La           | Sanjoy                                 | Kat Nestel                                        |
| 2017 | Victim of Love       | Sanjoy, Stephen Rezza                  | ARS (Got7 Youngjae), Stephen Rezza, Elliott Yamin |
| 2016 | OBVI                 | Sanjoy, Stephen Rezza, Russell Ali     | Elliott Yamin                                     |
| 2016 | Slip Away            | Sanjoy, Natalie Hawkins, Stephen Rezza | Trevor Holmes                                     |
| 2016 | Completed Me         | Sanjoy, Natalie Hawkins, Stephen Rezza | Aditi Singh Sharma                                |
| 2016 | Don't Funk With Me   | Sanjoy, Natalie Hawkins, Stephen Rezza | Benny Dayal                                       |
| 2014 | Set Me Free          | Sanjoy, Natalie Hawkins, Stephen Rezza | Natalie Hawkins                                   |
| 2013 | Ab Laut Aa (Reprise) | Niranjan Iyengar                       | Gaurav Dagaonkar                                  |
| 2013 | Ab Laut Aa           | Niranjan Iyengar                       | Sunidhi Chauhan                                   |
| 2012 | Tonight I Believe    | n/a                                    | n/a                                               |

#### Production
| Year | Artist | Title         | Release date | Album |
| ---- | ------ | ------------- | ------------ | ----- |
| 2014 | Shilpa | Bombay Nights | 6 avril 2014 | N/A   |

#### Remixes
| Year | Title                         | Music Director   | Artist                                     | Film       |
| ---- | ----------------------------- | ---------------- | ------------------------------------------ | ---------- |
| 2014 | Mashooqana (Sanjoy Deb Remix) | Gaurav Dagaonkar | Ash King, Arunima Bhattacharya, Sanjoy Deb | Heartless  |
| 2014 | Tum Hi Ho (Sanjoy Remix)      | Mithoon          | Sanjoy, Arijit Singh                       | Aashiqui 2 |
| 2014 | Galliyan (Sanjoy Rebirth)     | Ankit Tiwari     | Sanjoy, Ankit Tiwari                       | Ek Villain |

### Vidéos
| Year | Title                                             | Director          | Producer      | Release date     | Label                     |
| ---- | ------------------------------------------------- | ----------------- | ------------- | ---------------- | ------------------------- |
| 2011 | Chammak Challo (Bootleg)                          | Kunal Agarwal     | Kunal Agarwal | 21 Jul 2011      | Kunal Agarwal Productions |
| 2011 | Love the Pressure                                 | Justin Nguyen     | Kunal Agarwal | 18 November 2011 | Kunal Agarwal Productions |
| 2012 | Tonight I Believe                                 | Shayan Fakurnejad | Kunal Agarwal | 9 Aug 2012       | Kunal Agarwal Productions |
| 2013 | Ab Laut Aa (featuring Sunidhi Chauhan)            | Robert Rippberger | Kunal Agarwal | 11 Apr 2013      | PORT22                    |
| 2013 | Ab Laut Aa (Reprise) (featuring Gaurav Dagaonkar) | Kunal Agarwal     | Kunal Agarwal | 18 Oct 2013      | PORT22                    |

## Récompenses
| Year | Ceremony          | Nominated work          | Category         | Result  |
| ---- | ----------------- | ----------------------- | ---------------- | ------- |
| 2014 | VIMA Music Awards | Ab Laut Aa – Sanjoy Deb | Best Music Video | Lauréat |